# Werner von Hardenberg
Georg Werner Graf von Hardenberg (* 23. Mai 1829 in Frankfurt (Oder); † 28. September 1909 in Neuhardenberg) war ein preußischer Generalleutnant.

## Leben

### Herkunft
Sein Großvater war der Kammerherr und Landjägermeister Georg Adolph Gottlieb von Hardenberg.
Werner war ein Sohn des preußischen Oberstleutnants von Karl von Hardenberg (1794–1866) und dessen erster Ehefrau Luise, geborene von Hedemann (1802–1835). Sein Vater war ein freier Standesherr, verzichtete aber auf seine Fürstenwürden. Sein Bruder Helmuth wurde Generalmajor.

### Militärkarriere
Nach dem Besuch der Gymnasien in Magdeburg und Königsberg in der Neumark war Hardenberg Einjährig-Freiwilliger im Garde-Schützen-Bataillon der Preußischen Armee. Am 1. Dezember 1849 wechselte er in das 3. Ulanen-Regiment und avancierte Anfang Dezember 1850 zum Sekondeleutnant. Zur weiteren Ausbildung absolvierte er von Oktober 1854 bis September 1857 die Allgemeine Kriegsschule. Am Ende seine Studienzeit wurde er am 22. September 1857 in das Garde-Dragoner-Regiment versetzt und am 31. Mai 1859 zum Premierleutnant befördert. Am 23. Februar 1861 folgte als Hauptmann seine Versetzung in den Großen Generalstab und Anfang Januar 1862 kam er in den Generalstab der 1. Division. Im Vorfeld des Deutsch-Dänischen Krieges am 19. Dezember 1863 in den Generalstab der für Holstein bestimmten Truppen versetzt. Während des Feldzuges kämpfte er 1864 bei der Beschießung von Fredericia, bei den Düppeler Schanzen sowie Königshügel bei Flensburg. Dafür erhielt er am 7. Juni 1864 den Roten Adlerorden IV. Klasse mit Schwertern. Anschließend wurde er am 18. Juni 1865 in den Stab des Generals Vogel von Falkenstein versetzt. Von österreichischer Seite erhielt er am 1. Oktober 1864 den Orden der Eisernen Krone III. Klasse mit Kriegsdekoration. Am 10. Dezember 1864 kam er dann wieder in den Großen Generalstab. Am 18. April 1865 erhielt er wieder eine Feldverwendung und kam als Rittmeister mit Patent vom 30. Juni 1859 in das 12. Husaren-Regiment. Unter Stellung à la suite des Regiments erfolgt am 5. Mai 1866 seine Kommandierung als persönlicher Adjutant des Prinzen Albrecht von Preußen.
Während des Deutschen Krieges von 1866 kämpfte er bei Münchengrätz, Gitschin und Königgrätz. Bei der Mobilmachung anlässlich des Krieges gegen Frankreich wurde Hardenberg am 18. Juli 1870 Kommandeur des Dragoner-Regiment Nr. 9 versetzt und Ende des Monats zum Oberstleutnant befördert. Als solcher nahm er an der Belagerung von Metz teil, wo er schwer an Gelenkrheumatismus erkrankte und in der Heimat zurück musste.
Nach dem Krieg wurde er am 4. April 1871 mit den Gebührnissen eines Regimentskommandeurs und der Uniform des Dragoner-Regiment Nr. 9 zu den Offizieren von der Armee versetzt. Unter Stellung à la suite des Regiments erfolgte am 13. April 1872 seine Ernennung zum Kommandanten von Kiel und am 22. März 1873 die Beförderung zum Oberst. Am 24. Juni 1876 wurde er Rechtsritter des Johanniterordens. Am 18. April 1878 bekam er den Charakter als Generalmajor und am 16. August 1883 das Patent zu diesem Dienstgrad. Anlässlich des Ordensfestes erhielt Hardenberg im Januar 1881 den Kronen-Orden II. Klasse mit Schwertern. Unter Verleihung des Sterns zum Roten Adlerordens II. Klasse mit Eichenlaub und Schwertern am Ringe wurde er am 22. Juni 1886 mit Pension (Altersversorgung) zur Disposition gestellt. Nach seiner Verabschiedung erhielt er am 3. Juni 1888 den Charakter eines Generalleutnants und starb am 28. September 1909 in Neu-Hardenberg.
Der Chef der Marine von Caprivi schrieb 1884 in seiner Beurteilung: Ein begabter, vornehm denkender Mann mit kranken Körper, der unter Mangel an Tätigkeit leidet, seine der Marine gegenüber schwierige Stellung aber mit großen Takt ausfüllt.

### Familie
Hardenberg heiratete am 20. Januar 1868 Helene Gräfin von Hardenberg (1832–1909). Das Paar hatte folgende Söhne:
- Albrecht-Werner (1868–1938) ⚭ 1908 Eva Freiin von Gersdorff (1874–1946)
- Karl-Wilhelm (1873–1960) ⚭ 1913 Ilse Witzendorff (1880–1960)